# Lista över singelettor på Gaon Chart 2013
Detta är en lista över singelettor på Gaon Chart under år 2013. Gaon Chart är sammanställningen av försäljningen av musik i Sydkorea och drivs av Korea Music Content Industry Association (KMCIA). Digital Chart publiceras varje vecka och visar listan över de mest sålda singlarna i landet genom digital nedladdning och strömning. Digital Chart, som även inkluderar bakgrundsmusik, är en sammanställning av data försedd av landets största musikförsäljare och distributörer.

## Vecka

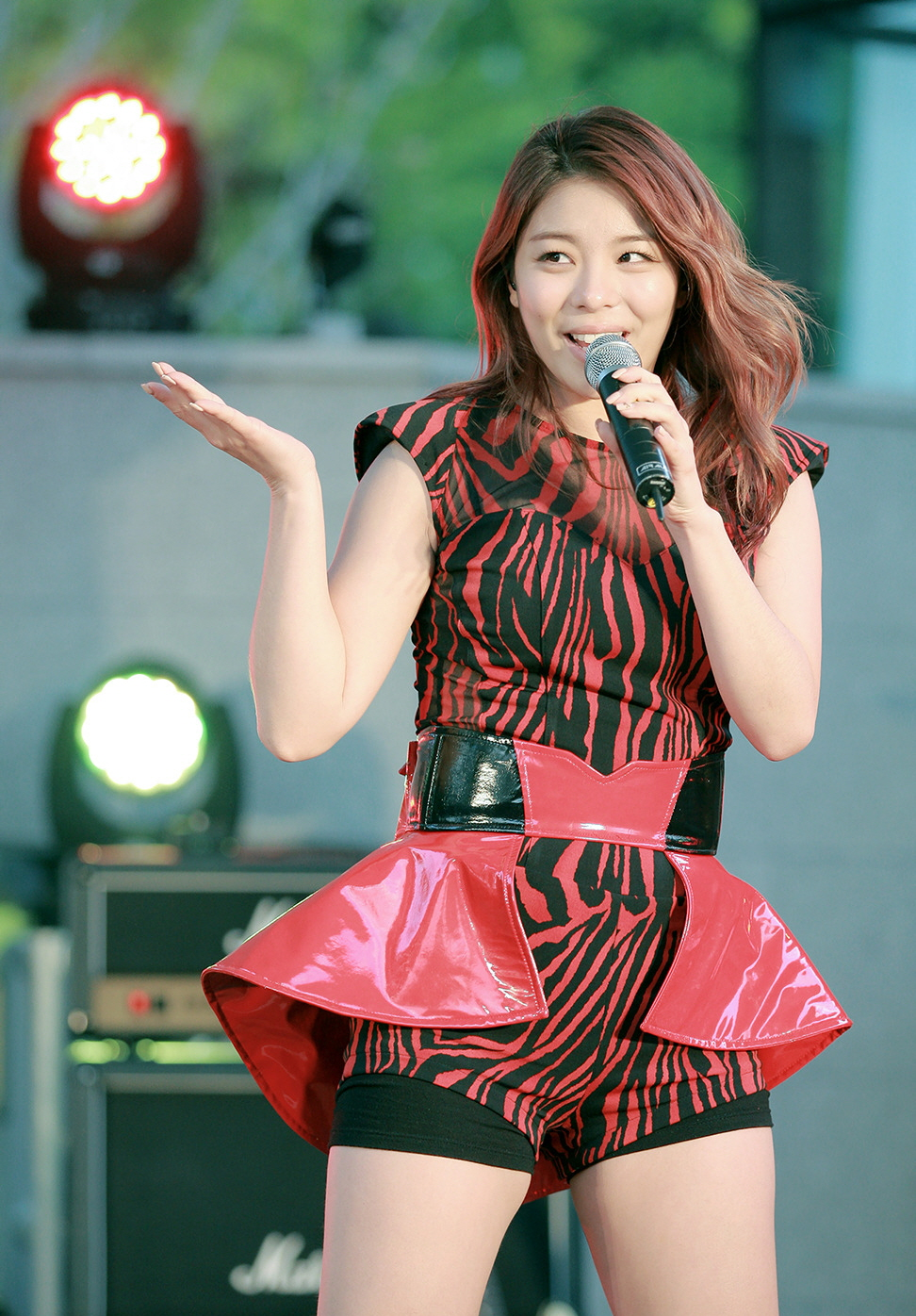
Ailee låg etta på listan två veckor i rad vid två tillfällen med två olika singelsläpp under året.

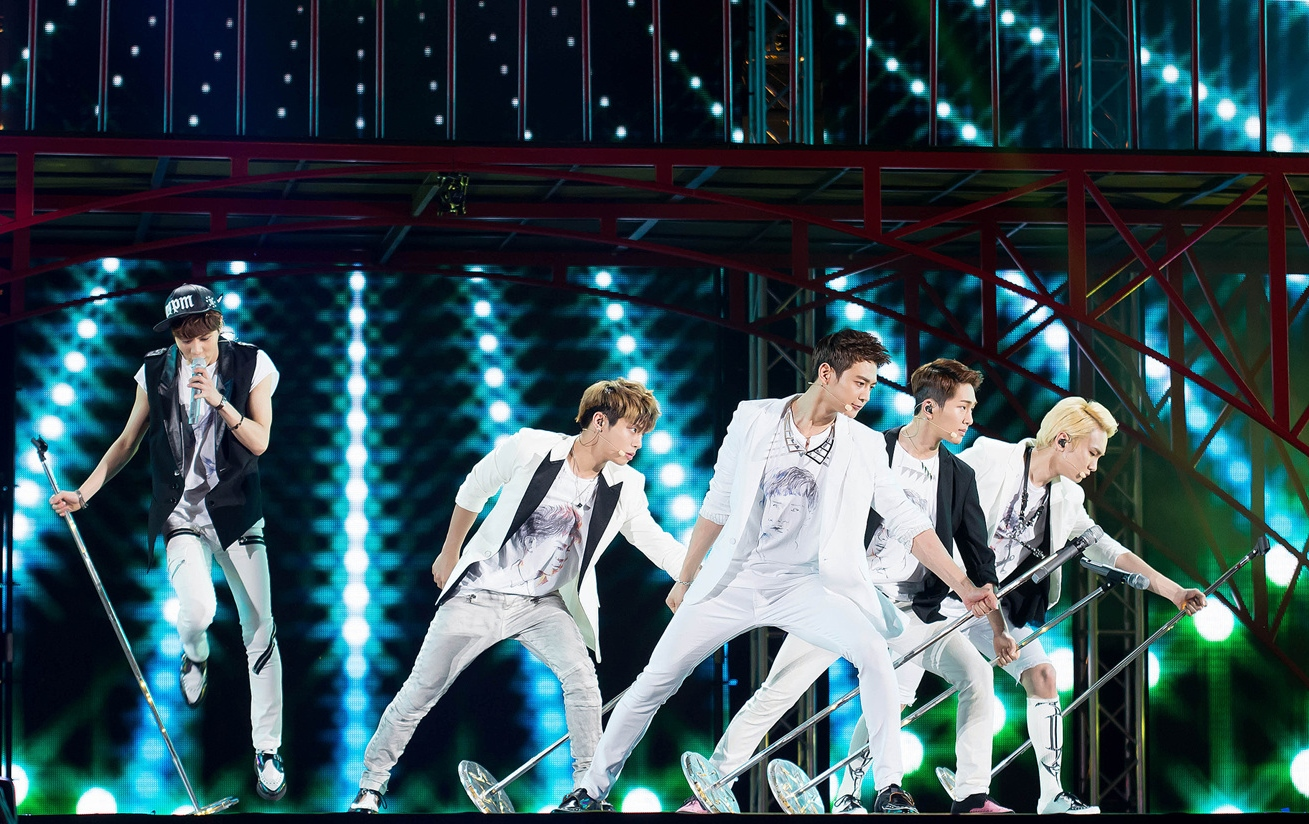
SHINee låg etta på listan med två olika singelsläpp under året.

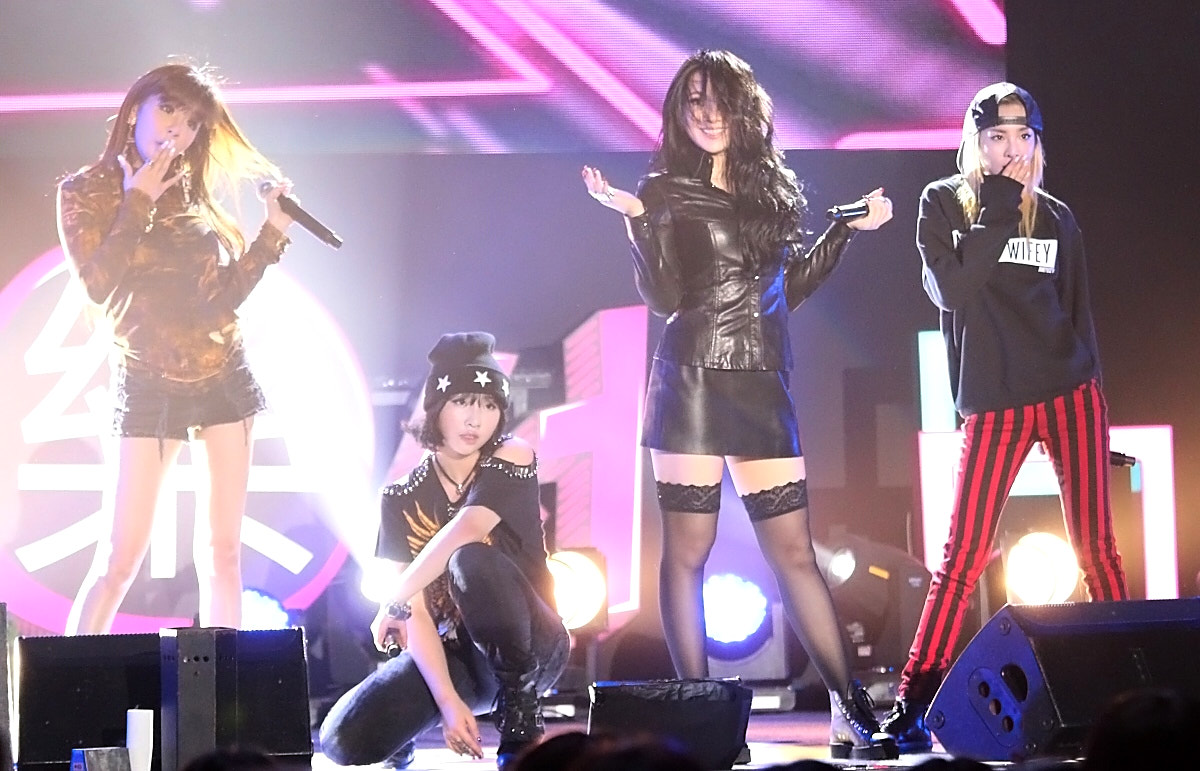
2NE1 låg etta på listan med två olika singelsläpp under året.

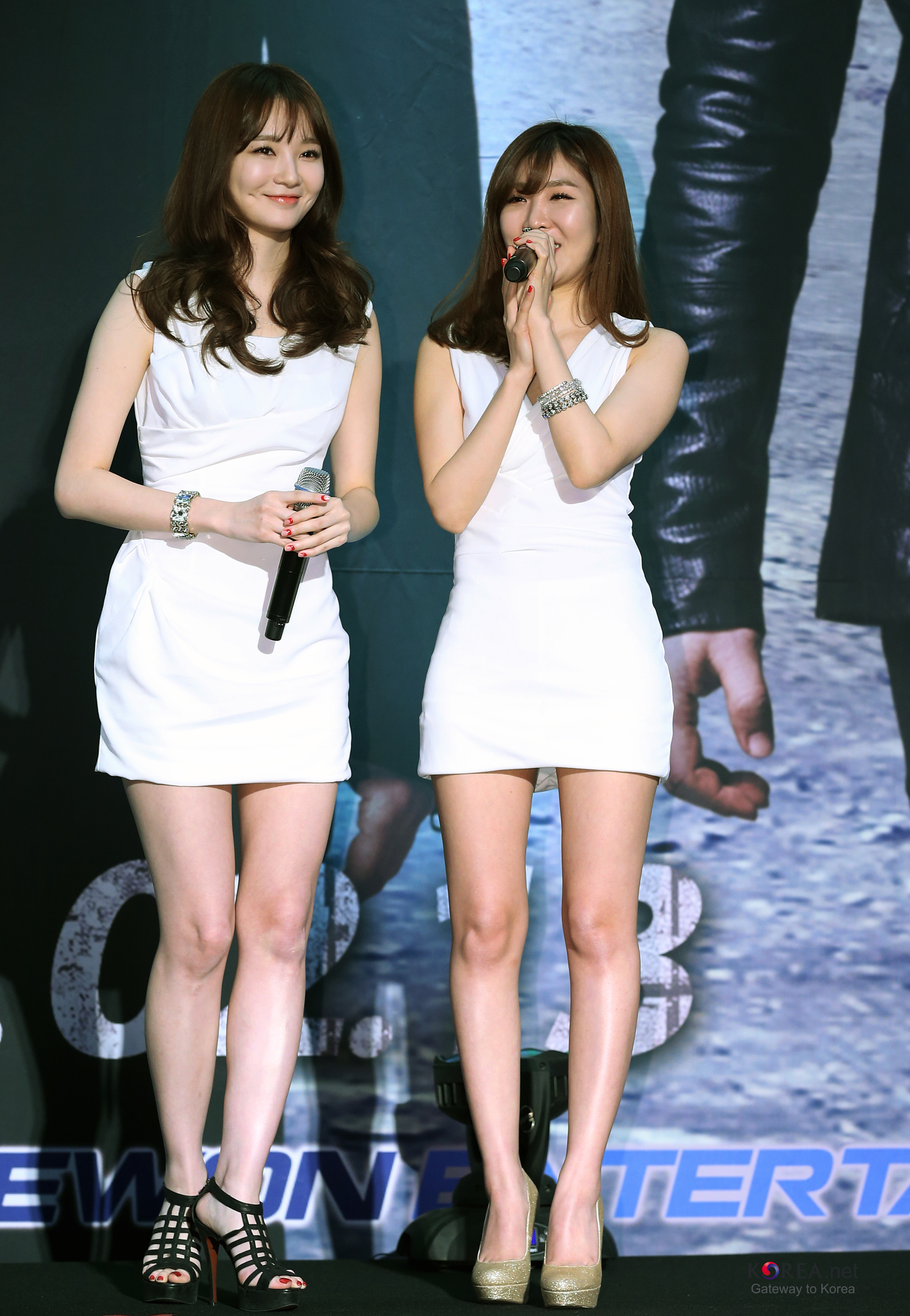
Davichi låg etta på listan med tre olika singelsläpp under året.

| Datum  | Artist                                                        | Sångtitel                    |
| ------ | ------------------------------------------------------------- | ---------------------------- |
| 29 dec | Girls' Generation                                             | "Dancing Queen"              |
| 5 jan  | Girls' Generation                                             | "I Got a Boy"                |
| 12 jan | Jeong Hyeong-don                                              | "Gangbuk Cool Guy"           |
| 19 jan | Baechigi ft. Ailee                                            | "Shower of Tears"            |
| 26 jan | Baechigi ft. Ailee                                            | "Shower of Tears"            |
| 2 feb  | Leessang ft. Yoojin                                           | "Tears"                      |
| 9 feb  | Sistar19                                                      | "Gone Not Around Any Longer" |
| 16 feb | Sistar19                                                      | "Gone Not Around Any Longer" |
| 23 feb | SHINee                                                        | "Dream Girl"                 |
| 2 mar  | The One                                                       | "Winter Love"                |
| 9 mar  | Davichi                                                       | "Turtle"                     |
| 16 mar | Akdong Musician                                               | "Crescendo"                  |
| 23 mar | Akdong Musician                                               | "Crescendo"                  |
| 30 mar | Lee Hi                                                        | "Rose"                       |
| 6 apr  | Davichi ft. Verbal Jint                                       | "Be Warmed"                  |
| 13 apr | Psy                                                           | "Gentleman"                  |
| 20 apr | Psy                                                           | "Gentleman"                  |
| 27 apr | Roy Kim                                                       | "Spring Spring Spring"       |
| 4 maj  | Roy Kim                                                       | "Spring Spring Spring"       |
| 11 maj | Lee Hyori                                                     | "Miss Korea"                 |
| 18 maj | 4Minute                                                       | "What's Your Name?"          |
| 25 maj | Lee Hyori                                                     | "Bad Girls"                  |
| 1 jun  | Beast                                                         | "Will You Be Okay?"          |
| 8 jun  | Jung Eun-ji & Huh Gak                                         | "Short Hair"                 |
| 15 jun | Sistar                                                        | "Give It to Me"              |
| 22 jun | Sistar                                                        | "Give It to Me"              |
| 29 jun | Lee Seung-chul                                                | "My Love"                    |
| 6 jul  | Dynamic Duo ft. Muzie                                         | "BAAAM"                      |
| 13 jul | 2NE1                                                          | "Falling in Love"            |
| 20 jul | Ailee                                                         | "U&I"                        |
| 27 jul | Ailee                                                         | "U&I"                        |
| 3 aug  | f(x)                                                          | "Rum Pum Pum Pum"            |
| 10 aug | San E                                                         | "Story of Someone I Know"    |
| 17 aug | Huh Gak ft. Swings                                            | "That You're Mine"           |
| 24 aug | Bumkey ft. Dynamic Duo                                        | "Attraction"                 |
| 31 aug | Yoon Mi-rae                                                   | "Touch Love"                 |
| 7 sep  | G-Dragon                                                      | "Who You?"                   |
| 14 sep | Soyou & Mad Clown                                             | "Stupid In Love"             |
| 21 sep | Soyou & Mad Clown                                             | "Stupid In Love"             |
| 28 sep | Busker Busker                                                 | "Love, At First"             |
| 5 okt  | Busker Busker                                                 | "Love, At First"             |
| 12 okt | IU                                                            | "The Red Shoes"              |
| 19 okt | SHINee                                                        | "Everybody"                  |
| 26 okt | K.Will                                                        | "You Don't Know Love"        |
| 2 nov  | Trouble Maker                                                 | "Now"                        |
| 9 nov  | Park Myeong-su & Primary ft. Gaeko                            | "I Got C"                    |
| 16 nov | Davichi                                                       | "The Letter"                 |
| 23 nov | 2NE1                                                          | "Missing You"                |
| 30 nov | Hyolyn                                                        | "One Way Love"               |
| 7 dec  | Seo In-guk & Zia                                              | "Loved You"                  |
| 14 dec | Sung Si-kyung, Park Hyo-shin, Seo In-guk, VIXX, Little Sister | "Winter Propose"             |
| 21 dec | Beenzino                                                      | "Dali, Van, Picasso"         |

## Månad
| Månad | Artist                      | Sångtitel                    |
| ----- | --------------------------- | ---------------------------- |
| Jan   | Girls' Generation           | "I Got a Boy"                |
| Feb   | Sistar19                    | "Gone Not Around Any Longer" |
| Mar   | Davichi                     | "Turtle"                     |
| Apr   | Psy                         | "Gentleman"                  |
| Maj   | 4Minute                     | "What's Your Name?"          |
| Jun   | Sistar                      | "Give It to Me"              |
| Jul   | Dynamic Duo ft. Muzie       | "BAAAM"                      |
| Aug   | San E                       | "Story of Someone I Know"    |
| Sep   | Yoon Mi-rae                 | "Touch Love"                 |
| Okt   | IU                          | "The Red Shoes"              |
| Nov   | Jeong Hyeong-don & G-Dragon | "Going to Try"               |
| Dec   | Seo In-guk & Zia            | "Loved You"                  |